# Myrsine verruculosa
Myrsine verruculosa là một loài thực vật có hoa trong họ Anh thảo. Loài này được (C.Y. Wu & C. Chen) Pipoly & C. Chen mô tả khoa học đầu tiên năm 1995.